# 高春翔
高春翔（1944年—），安徽阜阳人。中国人民解放军中将。 
2002年1月，任济南军区参谋长。2003年7月，任广州军区参谋长。2003年12月－2007年12月，任广州军区副司令员。
2002年，授予中国人民解放军中将。
2008年，当选第十一届全国政协委员，代表特别邀请人士，分入第五十五组。